# Passalora clematidis
Passalora clematidis är en svampart som först beskrevs av R.K. Verma & Kamal, och fick sitt nu gällande namn av U. Braun & Crous 2003. Passalora clematidis ingår i släktet Passalora och familjen Mycosphaerellaceae.   Inga underarter finns listade i Catalogue of Life.